# Chrysotus triangularis
Chrysotus triangularis är en tvåvingeart som beskrevs av Van Duzee 1924. Chrysotus triangularis ingår i släktet Chrysotus och familjen styltflugor.
Artens utbredningsområde är Maryland. Inga underarter finns listade i Catalogue of Life.